# Leuchtende Nachtwolke

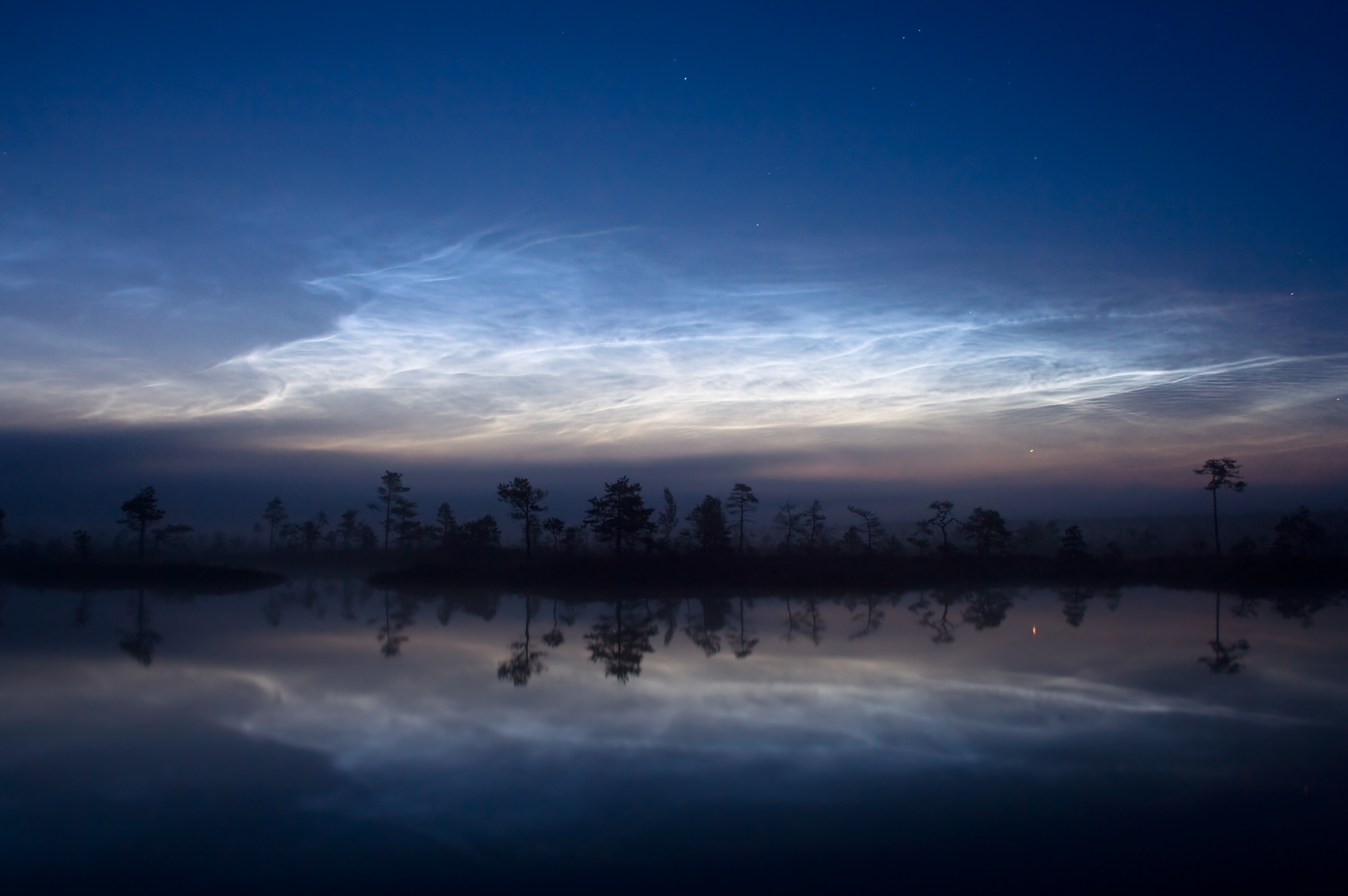
Leuchtende Nachtwolken über dem Nationalpark Soomaa (Estland)

Leuchtende Nachtwolken (Abk. NLC von engl. noctilucent clouds) sind Ansammlungen von Eiskristallen oberhalb der Mesosphäre in der Mesopause. Dort wird das absolute Temperaturminimum der Erdatmosphäre erreicht. Sie erscheinen in einer Höhe von 81 bis 85 km – im Gegensatz zu den Wolkenformen der Troposphäre, die maximal eine Höhe von 13 km erreichen. Diese sind nicht mit den polaren Stratosphärenwolken zu verwechseln.

## Beobachtungen
Die meisten Sichtungen in Mitteleuropa gibt es von Anfang Juni bis Ende Juli (also in den Monaten um die Sommersonnenwende) weit nach dem Sonnenuntergang (22–23 Uhr MESZ) oder morgens in der ersten Dämmerung (3–4 Uhr MESZ) zu sehen. Leuchtende Nachtwolken tauchen meist im Nordwesten bis Nordosten als leuchtende faserige Wolken auf.
Am 26. April 2007 wurde der Erdbeobachtungssatellit Aeronomy of Ice in the Mesosphere (AIM) gestartet, um das Phänomen der Leuchtenden Nachtwolken zu untersuchen.

## Morphologie

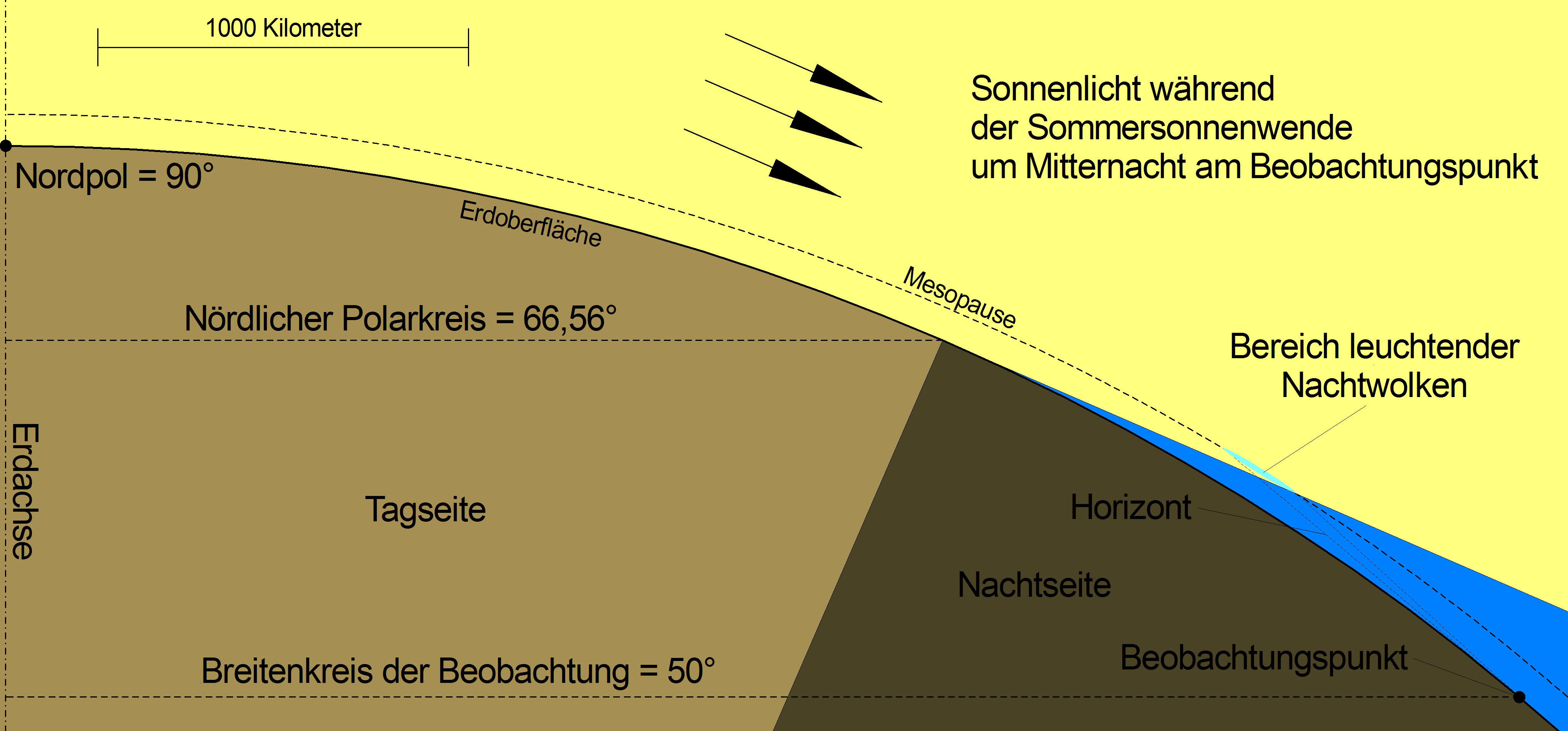
Entstehung leuchtender Nachtwolken: Das Sonnenlicht wird um die Sommersonnenwende an der Unterseite der Wolken reflektiert und ist dann um Mitternacht herum auf der Nachtseite der Erde in nördlicher Richtung zu beobachten.

Aufgrund ihrer großen Höhe können die Leuchtenden Nachtwolken auch nach Sonnenuntergang oder vor Sonnenaufgang von der schräg unter dem Horizont stehenden Sonne angestrahlt und damit zum „Leuchten“ gebracht werden. Sie werden sichtbar, wenn die Sonne zwischen 6° und 16° unter dem Horizont steht. Das Licht der Sonne wird dann von den Leuchtenden Nachtwolken noch reflektiert, während der Himmel sonst bereits fast schon oder noch dunkel ist. Ihre Färbung hängt vom Sonnenstand ab und kann von gelb bis silbrig-perlmuttartig reichen.

## Entstehung
Der Ursprung der Kristallisationskerne ist noch nicht endgültig geklärt. Die Leuchtenden Nachtwolken wurden erstmals 1885, zwei Jahre nach dem Vulkanausbruch des Krakatau beschrieben und als Folgeerscheinung der Eruption interpretiert. Zur Überraschung der Wissenschaftler wurden sie jedoch auch in den folgenden Jahren und Jahrzehnten beobachtet. Selbst wenn Aerosole aus dem Krakatau-Ausbruch zeitweilig zur Entstehung Leuchtender Nachtwolken mit beigetragen haben, muss es folglich eine weitere und permanent vorhandene Quelle für Kristallisationskerne geben. Heute überwiegt die Auffassung, dass es sich dabei um Material handelt, das beim Verglühen von Meteoren freigesetzt wird. Tatsächlich leuchten Sternschnuppen typischerweise genau in der Höhenlage auf, in der sich die Leuchtenden Nachtwolken aufhalten. Die ebenfalls dort anzutreffenden Metallatomschichten sind das Produkt verglühter Meteoroide.
Aufgrund der niedrigen Dichte treten bei Druck- und Temperaturdifferenzen in der Mesosphäre zeitweise starke atmosphärische Turbulenzen und Strömungen auf. Sie bewirken eine schnelle Durchmischung der Gase, die aus der unteren Atmosphäre aufsteigen und Wasserdampf von der Stratosphäre über die Mesosphäre zur sehr kalten Mesopause transportieren, wo sie an den vorhandenen Kristallisationskeimen (beispielsweise Staubpartikel) kondensieren.
Dieser schnelle Luftmassentransport durch Konvektion in Anwesenheit von Wasser verursacht typischerweise eine annähernd adiabatische Entspannung des Gasgemisches, wodurch lokal deutlich tiefere Temperaturen (bis zu −140 °C) gegenüber der normalerweise in der Mesopause vorherrschenden Temperatur von −85 °C entstehen können. Diese räumlich beschränkten Temperaturanomalien sind im Zusammenhang mit dem Vorhandensein von Kristallisationskernen offensichtlich eine wichtige Voraussetzung für die Entstehung der Leuchtenden Nachtwolken.

## Galerie

Leuchtende Nachtwolken
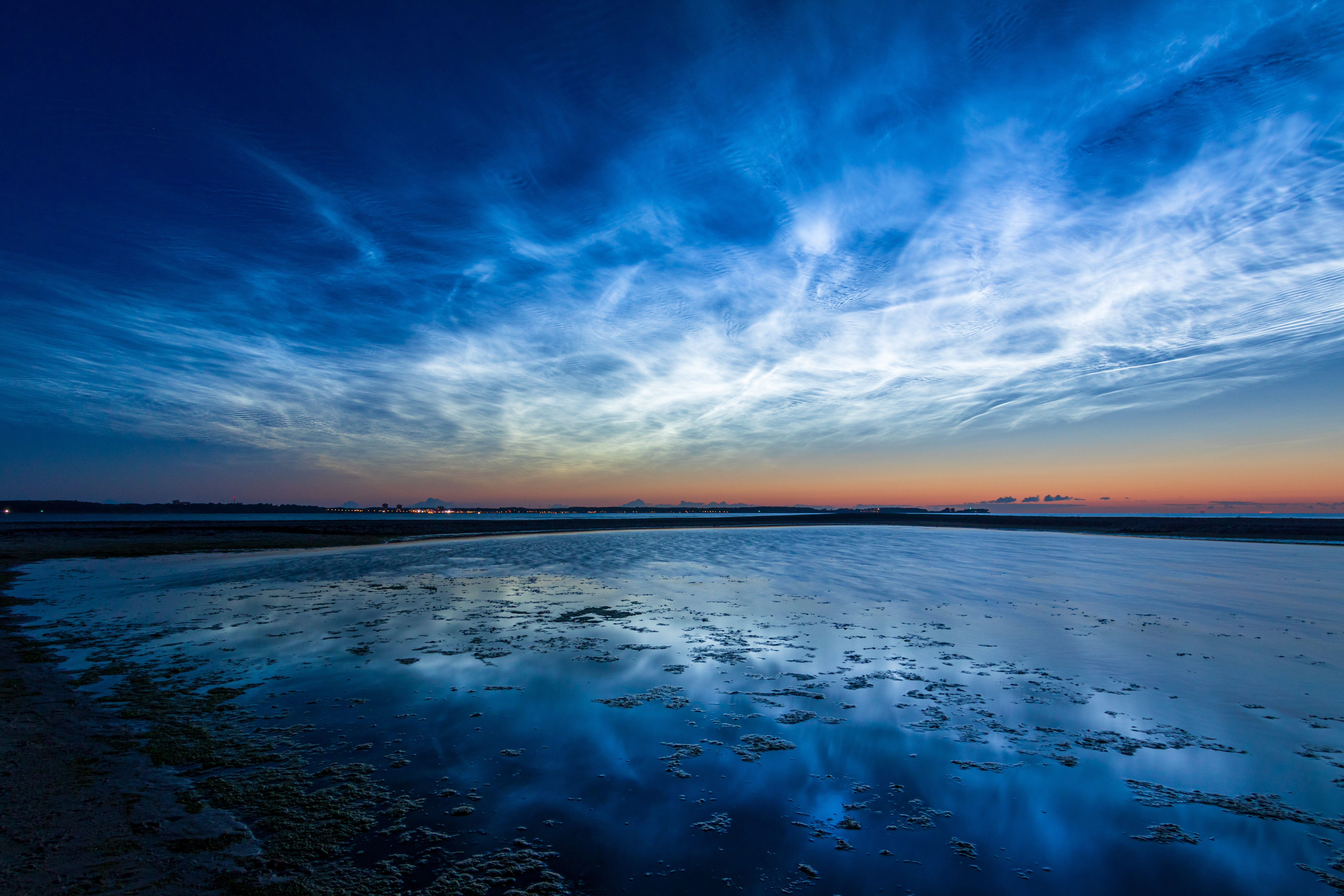
Leuchtende Nachtwolken über der Kieler Bucht
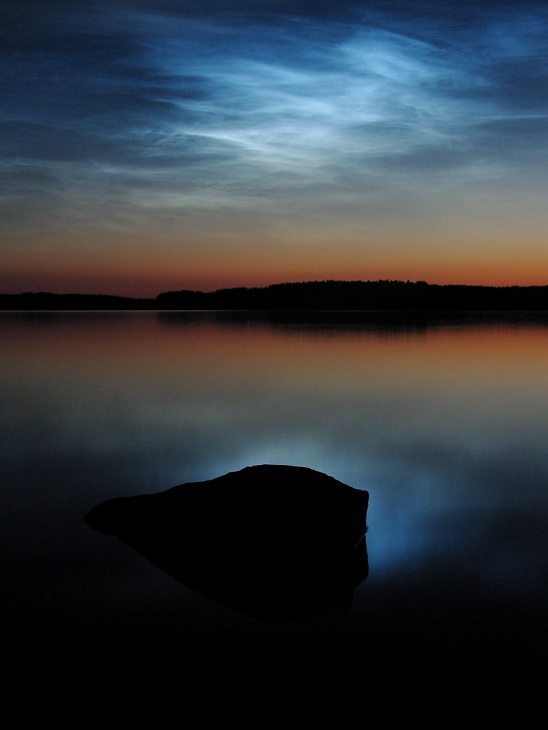
Leuchtende Nachtwolken über Saimaa
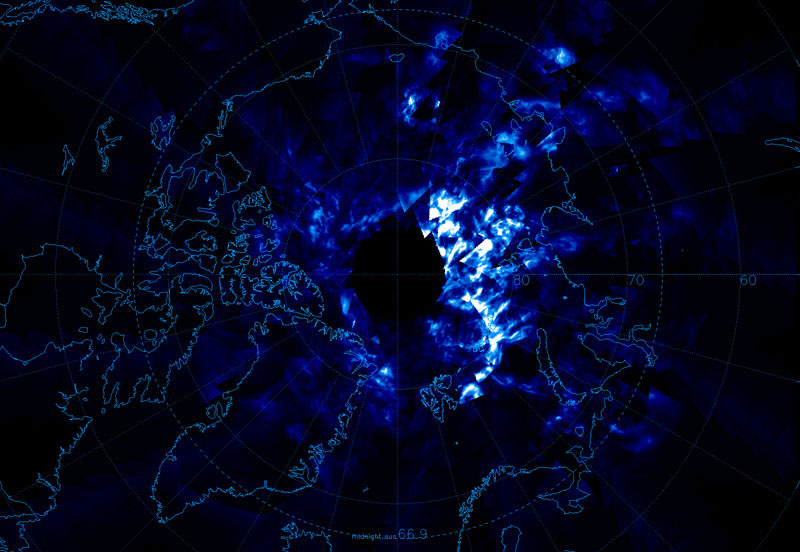
Leuchtende Nachtwolken, aufgenommen vom Erdbeobachtungssatelliten AIM
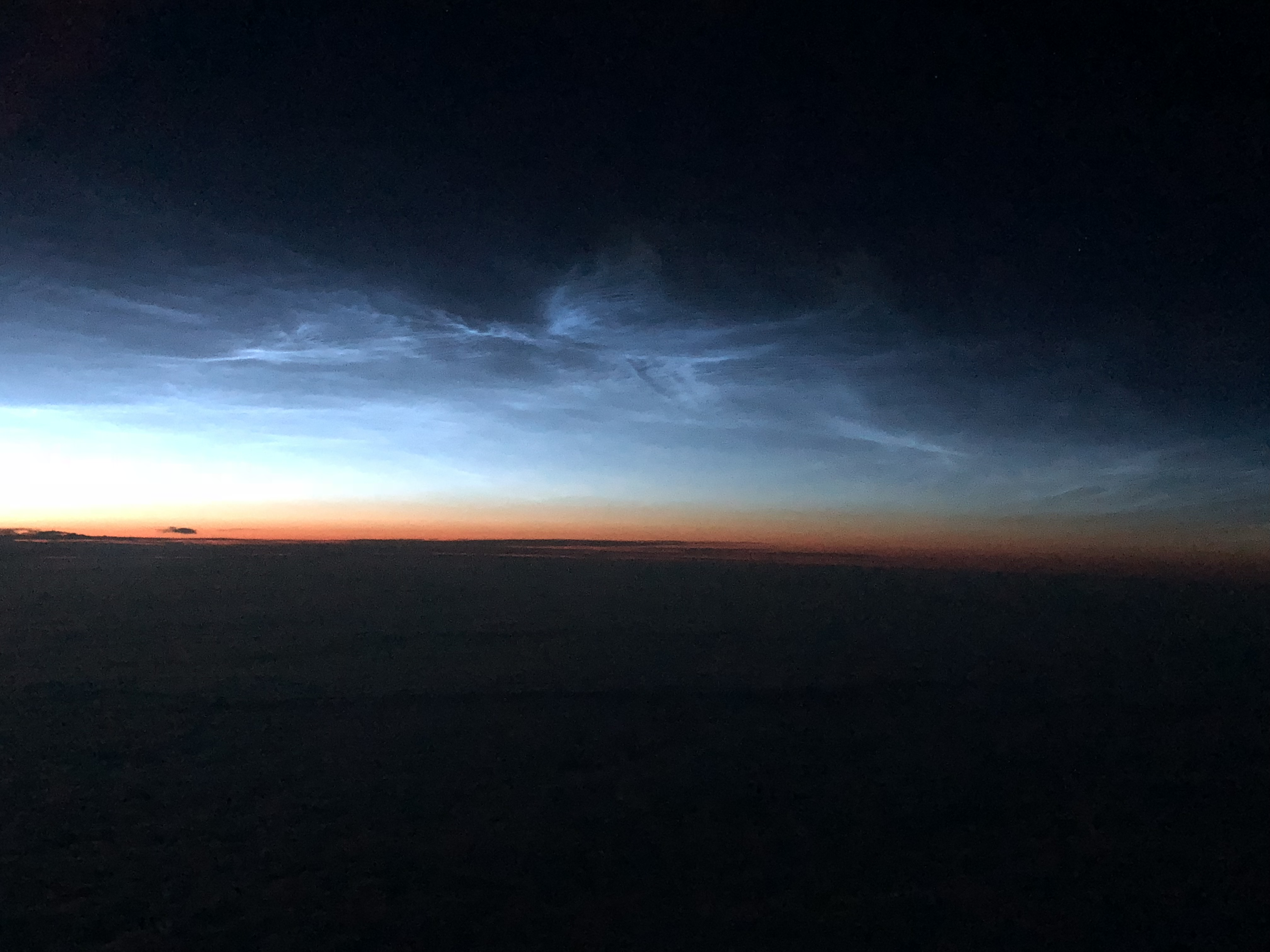
Während eines Transatlantikflugs aufgenommen
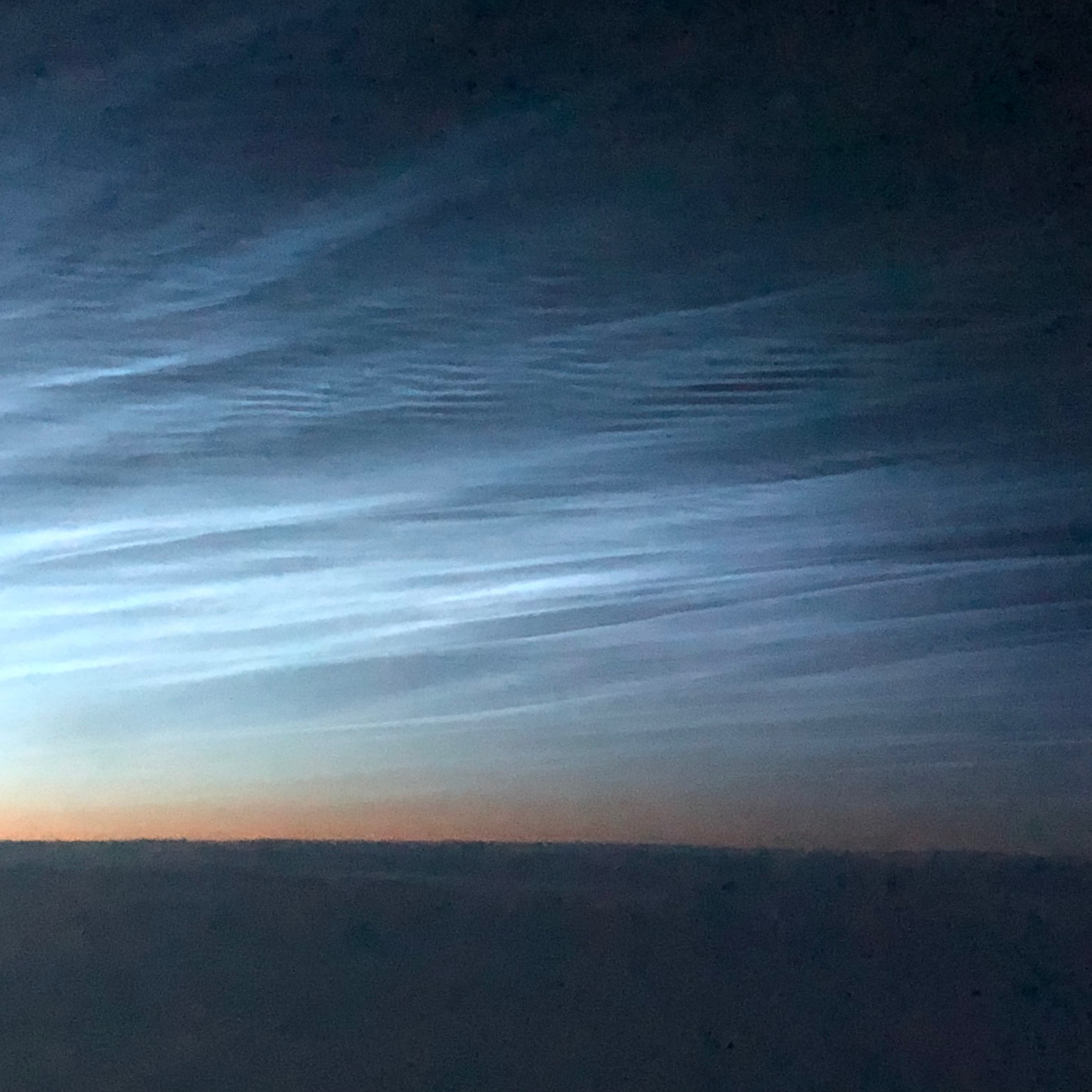
Während eines Transatlantikflugs aufgenommen
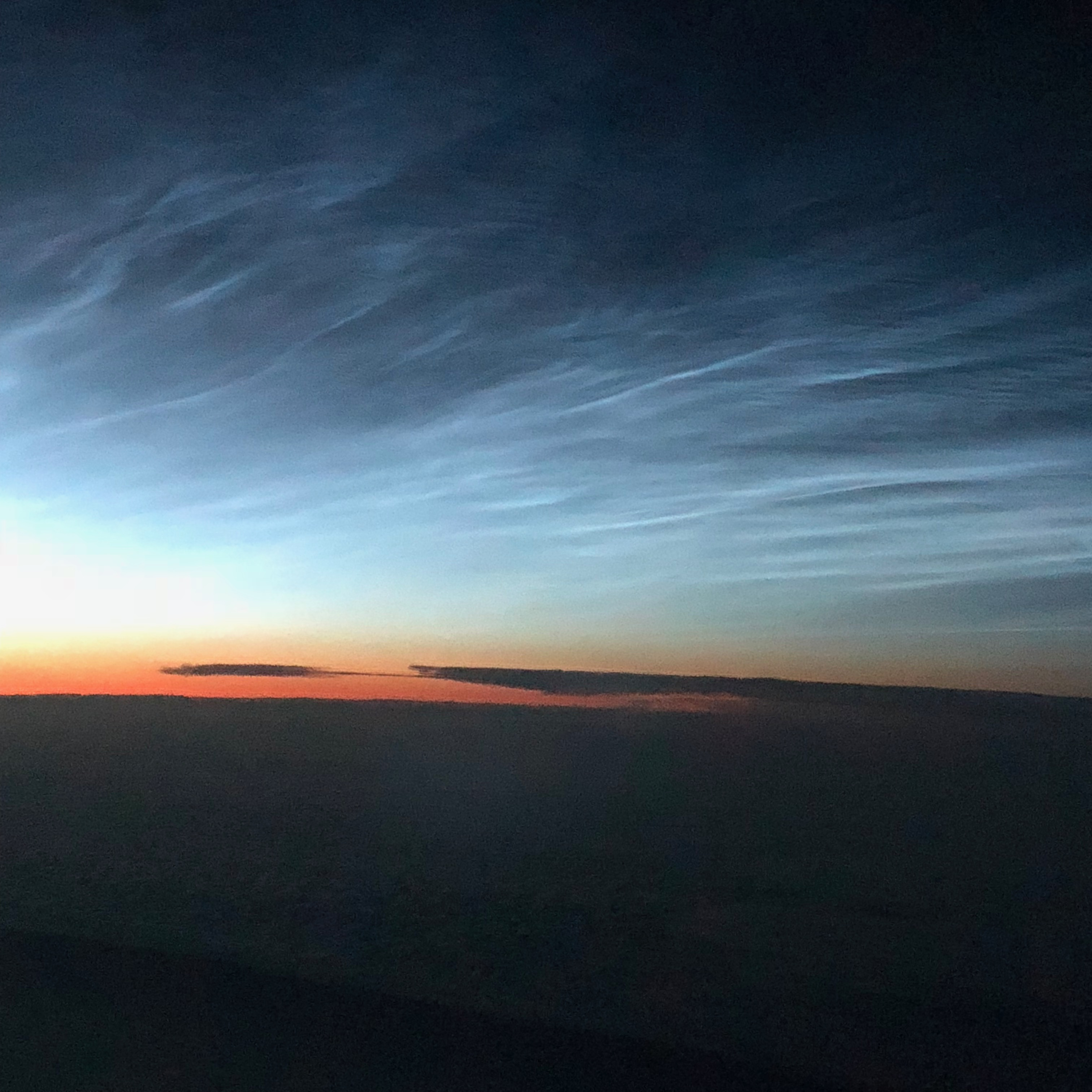
Während eines Transatlantikflugs aufgenommen